# Гогланд
Гогланд (від швед. Hogland; фін. Suursaari, нім. Hochland) — острів у Фінській затоці у східній частині Балтійського моря, близько 180 км на захід від Санкт-Петербурга і 35 км від узбережжя Фінляндії (біля Котки). Гогланд має площу приблизно 21 км2 (8,1 миля2); найвища точка — 173 м. Належить до Кінгісеппського району Ленінградської області Росії.

## Назва
Оригінальна назва — Hogland шведською мовою означає височина (що точно описує фізичну форму острова). Російська назва походить від оригінальної шведської/вікінзької назви острова. У російській мові латинська H стала Г. Так назва стала Гогланд (Gogland, Ґоґланд) після того, як Росія загарбала його у Фінляндії. Використовувалися різні транслітерації назви з російської мови. У старих транслітераціях російське Г транслітерується як «G», але в сучасному вживанні воно передається як «H». З моменту анексії Росією остання форма часто використовується в західних мовах, як і оригінальна шведська назва.

## Географія

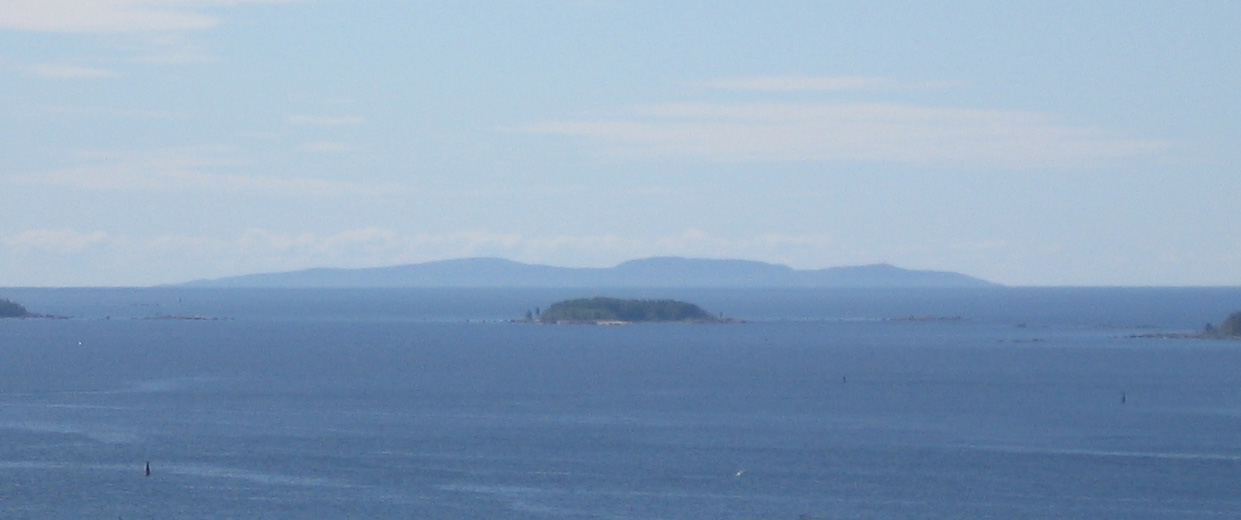
Острів Гогланд на горизонті, як видно з оглядової вежі Гауккавуорі в Котці

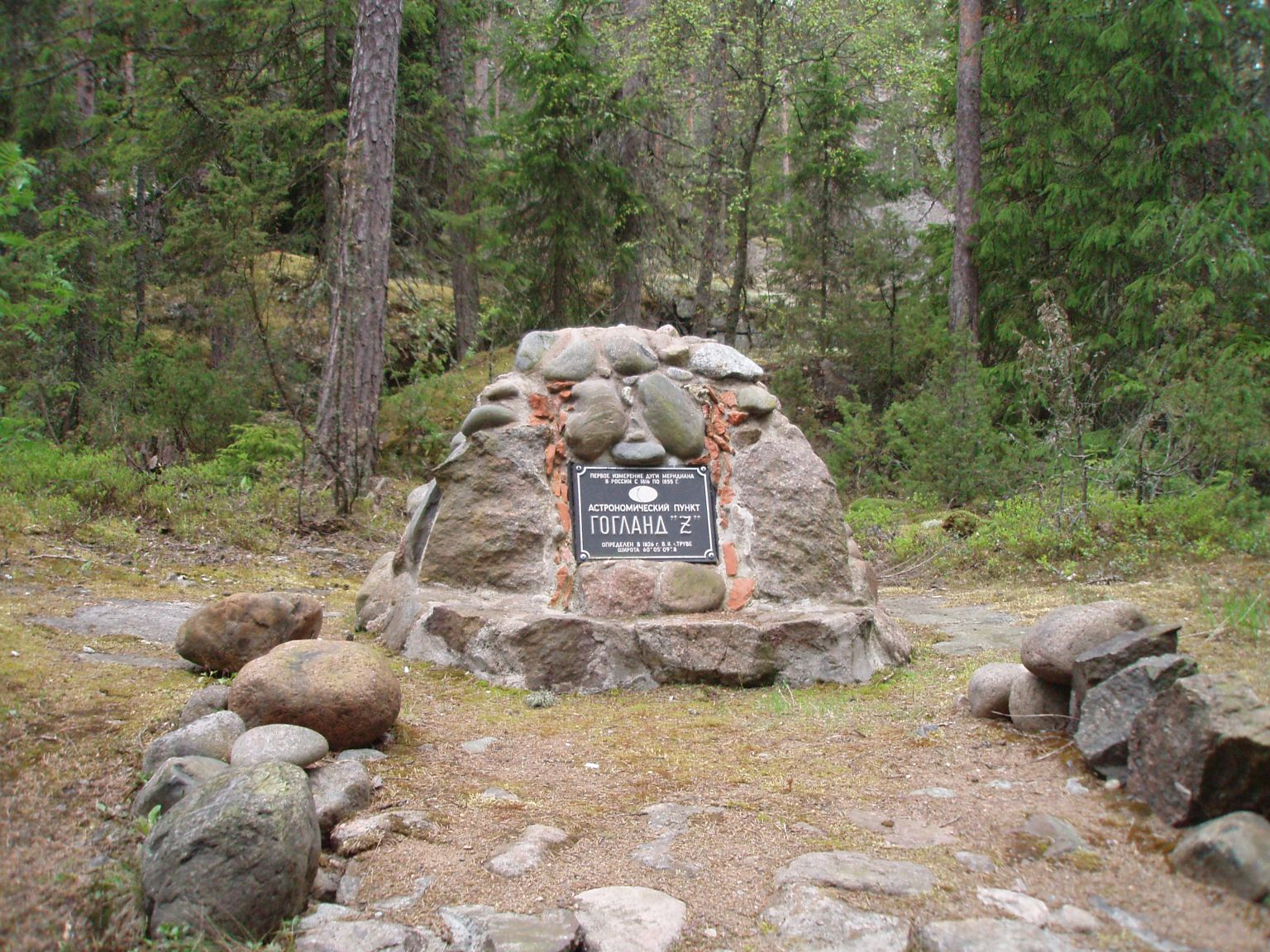
Одна з двох точок Геодезичної Дуги Струве, розташованих на Гогланді

Розташований у східній частині Фінської затоки і витягнутий із півночі на південь приблизно на 11 км. Завширшки до 2,5 км. У ясну погоду його видно за 75 км і візуально він сприймається як чотири пагорби, південний із яких — Лоунаткоркія (фін. Lounatkorkia) — дещо вищий інших і досягає 175 м. Три інші вершини — з півдня на північ — носять назви: Соколина гора (фін. Haukkavuori) — 142 м, Мякіінпяеллюс (фін. Mäkiinpäällys) — 126 м, Похьойскоркія (фін. Pohjoiskorkia) — 106 м.
У основі острова — граніт, покритий тонким шаром грунту, з хвойним лісом, що виростає на ній. Узбережжя порізане безліччю бухт, дві з яких становлять особливий інтерес як місця яхтових стоянок. Перша розташована на північному сході острова і прохідна для суден осадом менше 4 м. Біля входу в неї, за 1,3 кабельтових на південний схід, за Церковним мисом (фін. Kappelniemi), розташований невеликий острівець Вяхяхеллі. Насамперед на березі бухти розміщувалося село Сууркюля.
До 1940 року на острові проживало значне населення фінського походження — на 1890 рік — 1154 осіб. Тепер «острів практично безлюдний» — обидва села: північна Суркюля та південна Кіскінкюля (фін. Kiiskinkylä) за радянських часів були зруйновані. Вулиці в селах були вузькі та звивисті, будинки — дерев'яні, невеликі, квартали — щільної забудови. Промишляли жителі острова морським візництвом, риболовлею і полюванням на нерпу. Торгували насамперед із Коткою, основним товаром були риба і жир[1].

## Історія
Гогланд був населений етнічними фінами принаймні з XVI століття, але він кілька разів переходив з рук в руки. Протягом більшої частини своєї історії острів був частиною Королівства Швеції, яке контролювало Фінляндію; однак після Північної війни (в рамках якої біля острова відбулася битва 22 липня 1713 року) на острів претендувала Російська імперія за царя Петра I. У 1723 році Петро І наказав збудувати перший маяк на острові.
Під час російсько-шведської війни (1788—1790) у липні 1788 року на морі відбулася битва при Гогланді між російським і шведським флотами.
Під час Кримської війни чотири кораблі Британського королівського флоту — Arrogant, Cossack, Magicienne і Ruby — заглушили російські батареї у форті на острові, а англо-французький флот продовжив атаку на Свеаборг, перш ніж повернутися додому.

У морі було кілька відомих корабельних аварій. На старому фінському кладовищі похований екіпаж трищоглового кліпера «Америка», який затонув біля берега в жовтні 1856 року.

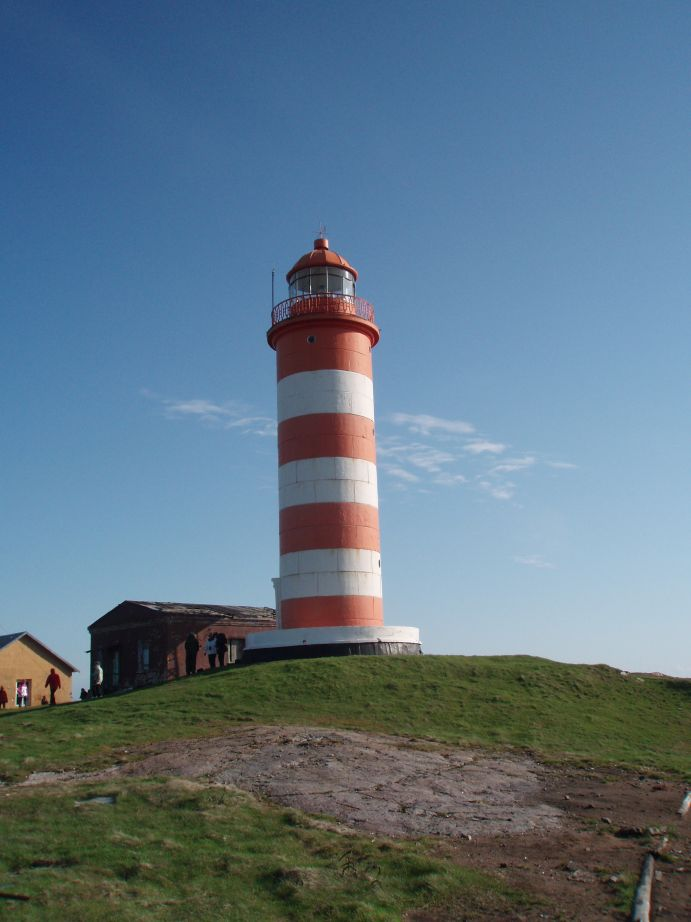
Північний маяк на Гогланді

Після російсько-шведської війни (1808—1809) Гогланд офіційно перейшов до Російської імперії, хоча він був частиною новоствореного Великого князівства Фінляндського, яке отримало незалежність від Росії в 1917 році. Більшість населення острова жило в двох рибальських селах, які управлялися з Війпурі (Виборг).
Гогланд відомий як місце одного з найперших сенсів радіозв'язку, який відбувся 6 лютого 1900 року під керівництвом Попова. (Час і деталі цієї події дещо відрізняються в різних джерелах)
Туризм став важливим джерелом прибутку в міжвоєнний період. Також на острові була невелика фабрика безалкогольних напоїв.
У березні 1939 року радянська влада висловила вимогу Фінляндії орендувати Суурсаарі та чотири невеликі незаселені острівці на тридцять років і поступитися багатими та густонаселеними районами на Карельському перешийку, оскільки вони стверджували, що вони життєво важливі для оборони Ленінграда, другого за величиною радянського міста. Натомість Радянський Союз пропонував на обмін великий шматок порожньої та неофіційно спірної карельської прикордонної території. Фіни відмовилися.
Радянські війська окупували острів під час радянсько-фінської війни (1939—1940), цивільне населення було евакуйоване. Гогланд і прилеглі острови стали стратегічно важливими під час Другої світової війни, оскільки німецькі та фінські війська використовували їх для спостереження та підтримки величезних поясів морських мін, які тримали радянський флот у східній частині Фінської затоки протягом усього конфлікту.
Фінські війська захопили Гогланд під час битви при Суурсаарі (грудень 1941 — квітень 1942). Пізніше, у вересні 1944 року — Фінляндія припинила військові дії з Радянським Союзом — німці спробували забрати острів у своїх колишніх фінських союзників, але були відбиті з великими втратами в операції Tanne Ost. Наприкінці війни Гогланд став радянським володінням.
У жовтні 2007 року Росія оголосила про рішення побудувати на острові радарну станцію та центр управлення польотами, «щоб зменшити кількість порушень кордону». Станом на 2024 рік на острові знаходиться російська станція з нагляду за територіальними водами; за повідомленнями кількох джерел, на острові находиться також обладнання для електронної розвідки.
У 2019 році Росія побудувала на острові військовий вертодром із місцем для кількох вертольотів і заправною станцією..

### Орієнтири
У роки війни як радянські, так і фінські війська будували великі укріплення, які досі знаходяться по всьому острову разом із покинутою військовою технікою.
На острові є як сучасні, так і дуже старі маяки.
Зрубове село Сууркюля (рос. Суркюля, Суркюля) було зрівняно з землею та на його місці поставлено кілька сучасних житлових будинків, можливо, для радянського рибальського колгоспу, а також деякі військові об'єкти. В даний час близько 50 людей постійно проживають на острові, і невелике рибальство, яка все ще відбувається, є в основному рекреаційним.
Острів відомий своїми нерівними пейзажами, включаючи п'ять озер. З 1826 року пагорб Mäkiinpäällys має дві точки геодезичної дуги Струве.

## Клімат
Гогланд має вологий континентальний клімат (Dfb) з океанічним впливом Фінської затоки.